# Atof
atof (ASCII to Floating Point Number) は、文字列を倍精度浮動小数点数に変換するC言語の標準Cライブラリの関数。標準ヘッダーファイル <stdlib.h> で宣言されている。読み方は規格では特に定められていない。

## 概要
引数で与えられた文字列を解析し、文字列先頭の連続する数値部分をdouble型の浮動小数点数に変換する。例えば、引数に"0.123abc"を与えると、0.123を返す。"abc"や""（空文字列）など変換不可能な文字列の場合、0を返す。C99以降は、"INF"や"NAN"といった表現は、それぞれ無限大、非数 (NaN) として変換する（大文字・小文字を区別しない）。
変換された後の数値がdoubleの範囲に収まらない（結果がdoubleで表現できない）場合、C99やC11の仕様上は未定義動作 (undefined behavior) を引き起こす。また、変換に失敗してもerrnoを書き換えないかもしれない。このため、atofの使用を禁止しているガイドラインも存在する。
正常に変換可能な文字列の場合は strtod(nptr, NULL) と同じ結果を返す。
名称は atof であるが戻り値は単精度浮動小数点数型 (float) ではなく、倍精度浮動小数点数型 (double) であることに注意が必要。
ANSI C標準ではない atoff 関数をサポートする処理系もある。

## 形式
```
#include
 
<stdlib.h>

double
 
atof
(
const
 
char
 
*
nptr
);

```